# 朴松男
朴 松男（パク・ソンナム / Pak Song Nam、1943年4月11日 - 1982年10月24日）は、大韓民国（日本統治時代の朝鮮）・慶尚南道出身のプロレスラー。
韓国を代表する国際的レスラーであり、パク・ソン（Pak Song）をリングネームに、アメリカ合衆国の主要テリトリーでヒールのメインイベンターとして活躍した。
日本では「韓国の巨人」の異名を持ち、その長身と風貌から「韓国の馬場」とも呼ばれた。1976年10月9日、韓国の大邱にてアントニオ猪木がリアルファイトを行った相手としても知られる（後述）。

## 来歴

### キャリア初期
1963年、大韓プロレス協会の総帥である張永哲（チャン・ヨンチョル）にスカウトされてプロレスラーとしてデビュー。1964年からは朴成模（パク・スンモー）との巨人タッグで売り出される。同年8月、大木金太郎こと金一（キム・イル）のプロデュースによる日本プロレスとの共催イベント「極東ヘビー級トーナメント」に出場（日本からは芳の里、吉村道明、上田馬之助らが参加）。このトーナメントでは、成模とのコンビで極東ヘビー級タッグ王者に認定された。
1965年11月には韓国版ワールドリーグ戦の「6カ国対抗プロレス選手権」に出場（日本からは大熊元司、トルコ代表としてユセフ・トルコらが参加）。その後、金一が協会内に設立した「金一道場」の一員となり、1966年9月に日本プロレスに留学生として初来日した。

### アメリカでの成功
1969年の再来日後、金一に連れられてアメリカ遠征に出発。その巨体が注目され、以降は東洋系の大型ヒールとしてアメリカ・マットに定着し、当時のNWAの主要テリトリーを転戦。1970年7月16日にアマリロでテリー・ファンクからウエスタン・ステーツ・ヘビー級王座を、1973年11月16日にはロサンゼルスでジョン・トロスからアメリカス・ヘビー級王座をそれぞれ奪取するなど、各地のフラッグシップ・タイトルを何度となく獲得している。テキサスでは坂口征二ともタッグチームを結成。1970年から1974年にかけては、ドリー・ファンク・ジュニアやジャック・ブリスコが保持していたNWA世界ヘビー級王座にも再三挑戦した。
フロリダ地区ではプレイボーイ・ゲーリー・ハートをマネージャーに、極道ヒール時代のダスティ・ローデスと共闘するが、1974年5月に仲間割れ。ローデスのベビーフェイス転向（アメリカン・ドリーム誕生）の露払い役を務め、以降もローデスとは南部ヘビー級王座を巡る抗争を展開した。同時期、3月にアントニオ猪木との試合を終え、WWWF入りする前にフロリダを短期間サーキットしていたストロング小林ともタッグを組んでいる。
また、同年6月にアメリカ遠征を行っていたジャイアント馬場のタッグパートナーにも起用され、6月20日にアマリロでザ・ファンクスのインターナショナル・タッグ王座に挑戦。主戦場のフロリダでも、6月26日にマイアミでローデス&ドン・ムラコ、27日にジャクソンビルでローデス&マイク・グラハムから勝利を収めている。
翌1975年1月、韓国に帰国する途中で日本に立ち寄り、全日本プロレスのシリーズに日本陣営の助っ人として参加。ジム・ディロン、ボブ・ブラウン、ザ・バラクーダ、レッド・バスチェン、カリプス・ハリケーン、ホセ・ゴンザレス、若手時代のボブ・バックランドらとシングルマッチで対戦し、馬場&ザ・デストロイヤーと組んでの6人タッグマッチにも出場した。
同年9月23日にはソウルでの凱旋マッチにおいて、ボボ・ブラジルから勝利を収めた（この試合は「WWA認定USヘビー級王座」という、朴が保持していたとされた架空のタイトルの防衛戦として行われた。馬場も同時期に渡韓しており、大木の挑戦表明を2日前に受けている）。

### 大邱事件
1976年10月、大韓プロレス協会は同年6月にモハメド・アリとの異種格闘技戦を行ったアントニオ猪木の韓国招聘を計画。その対戦相手として、アメリカで成功を収め韓国のプロレス界を代表するスターとなった朴が選ばれた（なお、朴は同年4月に行われた新日本プロレスの第3回ワールドリーグ戦に韓国代表として参加が予定されていた）。
試合はシングルマッチ2連戦となり、10月9日に大邱で前哨戦を行い、翌10月10日にはソウルで猪木のNWFヘビー級王座に朴が挑戦するタイトルマッチが組まれた。このうち、テレビ中継のなかった9日の大邱での試合は、猪木がプロレスの暗黙の了解を無視してシュートを仕掛け、朴の脊髄に肘を叩き込み、目の中に指を入れるなどの凄惨な結末となった。
当初は、テレビ中継のあるソウルでのタイトルマッチは猪木が勝つ代わりに、大邱での前哨戦は朴に勝ちを譲るという取り決めが交わされていたが、直前になって猪木が負けブックを一方的に拒んだため、結果としてリアルファイトになったとされている。また、猪木は事前の承諾なしにNWFの防衛戦が組まれたことに腹を立てていたという。興奮した朴のセコンド勢が「セメント! セメント!」とリングサイドに陣取って叫ぶなど、殺伐とした雰囲気の中で試合は行われたが、アメリカで真っ当なプロフェッショナル・レスリングのビジネスを続けてきた朴はリアルファイトに気乗りせず、やむなくリングに上がった。
試合はリンチに近いものとなり、レフェリーを務めたミスター高橋は、猪木のフェイスロックで朴は唇を自分の歯で切り、裂けた唇の間から歯が見えたほどだったと述懐している。結果はノーコンテスト。試合を目撃していた坂口は「（朴が）試合中に何か汚いことをしてきたから、猪木さんが怒って目に指を入れた」「アマリロにいた時にタッグを組んでいて仲が良かったから、心情的にちょっと…」などと語っている。
同日深夜、プロモーターの金斗満の要請で猪木が朴に謝罪、翌日のNWF戦は通常のプロレスが行われたものの（猪木のリングアウト勝ち）、ここでも勝敗を巡って猪木と主催者側は試合前に険悪な状況となり、テレビの生中継が入っているにもかかわらず、試合開始が1時間近くも遅れるという異常事態を招いた。

### キャリア末期
猪木戦以降もアメリカ・マットでは第一線で活躍しており、1977年はジム・バーネットの主宰するジョージア・チャンピオンシップ・レスリングで活動。同年9月16日、ジ・エクスキューショナー（後のサージェント・スローター）をパートナーにトミー・リッチ&トニー・アトラスからNWAジョージア・タッグ王座を奪取している。アトランタでは11月24日にオムニ・コロシアムにてザ・シークともタッグを組み（対戦相手はアーニー・ラッド&サンダーボルト・パターソン）、1978年1月13日にはアブドーラ・ザ・ブッチャーとのシングルマッチも行われた。
1978年下期からは古巣のフロリダに戻り、ローデスとの遺恨試合を再開。ミスター・サイトー&ミスター・サトやボビー・ダンカンと組んでアンドレ・ザ・ジャイアントとも対戦した。1979年にはキラー・カーンと大型オリエンタル・コンビを結成し、3月末に行われたトーナメントの決勝でブロンド・ボンバーズ（ラリー・レイザム&ウェイン・ファリス）を下して優勝、フロリダ地区のUSタッグ王座を獲得した。フロリダでは、同時期に一時的なカムバックを果たしたバディ・ロジャースとも対戦している。
1980年にはセントラル・ステーツ地区に参戦、4月17日にタカチホと組んでディック・マードック&ブルドッグ・ボブ・ブラウンからセントラル・ステーツ・タッグ王座を奪取した。その後はダラス地区に入り、デビッド・フォン・エリックやマーク・ルーインと抗争。ブルーザー・ブロディとも対戦した。
しかし、以降は体調不良に悩まされるようになり、同年に現役を引退して韓国に帰国。糖尿病との闘病生活を続け、1982年10月24日、ソウルにおいて39歳で死去。

## 得意技
- クロー・ホールド
- カラテ・チョップ
- ダブルアーム・スープレックス
- ドロップキック
- ヘッドシザーズ・ホイップ

グラウンド技や空中技もこなすなど多彩なテクニックの持ち主だったが、アメリカでは、特にキャリア末期の1970年代末からは怪奇派・異能派の東洋人ヒールとして活動していたため（当時の日本の専門誌では「韓国の妖怪」なる異名が付けられた）、技はチョップやクローが中心となった。

## 獲得タイトル
NWAウエスタン・ステーツ・スポーツ
- NWAウエスタン・ステーツ・ヘビー級王座：1回 [8]
- NWAウエスタン・ステーツ・タッグ王座：1回（w / キム・イル) [37]

NWAビッグタイム・レスリング
- NWAテキサス・タッグ王座：2回（w / キム・イル、ジノ・ヘルナンデス） [38]

NWAハリウッド・レスリング
- NWAアメリカス・ヘビー級王座：1回 [9]
- NWAアメリカス・タッグ王座：1回（w / ミスター・レスリング） [39]

チャンピオンシップ・レスリング・フロム・フロリダ
- NWA南部ヘビー級王座：2回 [14]
- NWAフロリダ・ヘビー級王座：2回 [40]
- NWAフロリダ・タッグ王座：3回（w / エリック・ザ・レッド、ミスター・ウガンダ、バグジー・マグロー）[41]
- NWA USタッグ王座（フロリダ版）：2回（w / ジョー・ルダック、キラー・カーン） [31]

ジョージア・チャンピオンシップ・レスリング
- NWAジョージア・タッグ王座：1回（w / ジ・エクスキューショナー） [27]

セントラル・ステーツ・レスリング
- NWAセントラル・ステーツ・タッグ王座：1回（w / タカチホ） [34]

大韓プロレス協会
- 韓国タッグ王座：1回（w / 朴成模) [42]